# Le Roman populaire
Le Roman populaire est une collection créée par les éditions Tallandier en 1906, intégrée ensuite à la marque Le Livre national.

## Liste des titres
- 1 Roger-la-Honte par Jules Mary, 1906
- 2 Misère et beauté par Charles Mérouvel, 1907
- 5 La fleuriste des Halles par H...
- 14 Maman Laulette par Paul d'Aigremont
- 15 Noël tragique par Henri Demesse
- 19 Le Mystère du sang par Michel Morphy (mars 1908)